# Verónica Cepede Royg
Verónica Cepede Royg, née le 21 janvier 1992 à Asuncion, est une joueuse de tennis paraguayenne, professionnelle depuis 2008.
Évoluant principalement sur le circuit ITF où elle a remporté quatorze tournois en simple et vingt en double, elle se distingue lorsqu'elle remporte le tournoi de Carlsbad 2015 en catégorie WTA 125 et l'Open de Rio 2016 en double sur le circuit WTA. En 2017, elle atteint les huitièmes de finale à Roland-Garros, battue par Karolína Plíšková en trois sets, après avoir éliminé Anastasia Pavlyuchenkova, la finaliste de l'édition 2015, Lucie Šafářová et Mariana Duque Mariño au troisième tour.

## Palmarès

### Titre en double dames
| No | Date       | Nom et lieu du tournoi  | Catégorie | Dotation  | Surface      | Partenaire     | Finalistes              | Score     |          |
| -- | ---------- | ----------------------- | --------- | --------- | ------------ | -------------- | ----------------------- | --------- | -------- |
| 1  | 15-02-2016 | Rio Open Rio de Janeiro | Intern'l  | 250 000 $ | Terre (ext.) | María Irigoyen | Tara Moore Conny Perrin | 6-1, 7-65 | Parcours |

### Finales en double dames
| No | Date       | Nom et lieu du tournoi    | Catégorie | Dotation  | Surface      | Vainqueures                         | Partenaire           | Score     |          |
| -- | ---------- | ------------------------- | --------- | --------- | ------------ | ----------------------------------- | -------------------- | --------- | -------- |
| 1  | 27-02-2017 | Abierto Mexicano Acapulco | Intern'l  | 250 000 $ | Dur (ext.)   | Darija Jurak Anastasia Rodionova    | Mariana Duque Mariño | 6-3, 6-2  | Parcours |
| 2  | 10-04-2017 | Open Colsanitas Bogota    | Intern'l  | 250 000 $ | Terre (ext.) | Beatriz Haddad Maia Nadia Podoroska | Magda Linette        | 6-3, 7-64 | Parcours |

### Titre en double en WTA 125
| No | Date       | Nom et lieu du tournoi    | Catégorie | Dotation  | Surface    | Partenaire  | Finalistes                        | Score            |          |
| -- | ---------- | ------------------------- | --------- | --------- | ---------- | ----------- | --------------------------------- | ---------------- | -------- |
| 1  | 23-11-2015 | Carlsbad Classic Carlsbad | WTA 125   | 125 000 $ | Dur (ext.) | Gabriela Cé | Oksana Kalashnikova Tatjana Maria | 1-6, 6-4, [10-8] | Parcours |

## Parcours en Grand Chelem

### En simple dames
| Année | Open d'Australie | Open d'Australie  | Internationaux de France | Internationaux de France | Wimbledon       | Wimbledon           | US Open         | US Open              |
| ----- | ---------------- | ----------------- | ------------------------ | ------------------------ | --------------- | ------------------- | --------------- | -------------------- |
| 2012  | —                | —                 | Q3                       | Chan Yung-jan            | Q1              | Aravane Rezaï       | Q3              | Anastasia Rodionova  |
| 2013  | —                | —                 | Q1                       | Eleni Daniilidou         | Q1              | Caroline Garcia     | Q1              | Jamie Loeb           |
| 2014  | —                | —                 | Q1                       | Gabriela Dabrowski       | Q3              | Timea Bacsinszky    | Q3              | Ons Jabeur           |
| 2015  | Q1               | Misa Eguchi       | 1er tour (1/64)          | Virginie Razzano         | Q3              | Margarita Gasparyan | Q1              | Claire Liu           |
| 2016  | Q1               | Jana Čepelová     | 2e tour (1/32)           | Sloane Stephens          | Q1              | Paula Kania         | Q1              | Amanda Anisimova     |
| 2017  | —                | —                 | 1/8 de finale            | Karolína Plíšková        | 1er tour (1/64) | Barbora Strýcová    | 1er tour (1/64) | Nicole Gibbs         |
| 2018  | 1er tour (1/64)  | Karolína Plíšková | 1er tour (1/64)          | Petra Kvitová            | 1er tour (1/64) | Katie Boulter       | Q1              | Francesca Di Lorenzo |
| 2019  | Q1               | Kurumi Nara       | Q1                       | Ana Bogdan               | Q1              | Marie Bouzková      | Q2              | Taylor Townsend      |
| 2020  | Q1               | Danielle Lao      | —                        | —                        | Annulé          | Annulé              | —               | —                    |
| 2021  | Q2               | Greet Minnen      | Q2                       | Anna-Lena Friedsam       | Q1              | Panna Udvardy       | Q1              | Elena-Gabriela Ruse  |
| 2022  | Q1               | Daria Snigur      | Q2                       | Nastasja Schunk          | Q1              | Jang Su-jeong       | —               | —                    |

N.B. : à droite du résultat se trouve le nom de l'ultime adversaire.

### En double dames
| Année | Open d'Australie | Open d'Australie | Internationaux de France | Internationaux de France | Wimbledon                    | Wimbledon                       | US Open | US Open |
| ----- | ---------------- | ---------------- | ------------------------ | ------------------------ | ---------------------------- | ------------------------------- | ------- | ------- |
| 2017  | —                | —                | —                        | —                        | 1er tour (1/32) Raluca Olaru | Chan Hao-ching Monica Niculescu | —       | —       |

N.B. : le nom de la partenaire se trouve sous le résultat ; le nom des ultimes adversaires se trouve à droite.

### En double mixte
N'a jamais participé à un tableau final.

## Parcours en «Premier Mandatory» et «Premier 5»
Découlant d'une réforme du circuit WTA inaugurée en 2009, les tournois WTA « Premier Mandatory » et « Premier 5 » constituent les catégories d'épreuves les plus prestigieuses, après les quatre levées du Grand Chelem.

### En simple dames
| Année |              | Premier Mandatory          | Premier Mandatory           | Premier Mandatory | Premier Mandatory |       | Premier 5 | Premier 5 | Premier 5  | Premier 5 | Premier 5                     | Premier 5 | Premier 5 |
| Année | Indian Wells | Miami                      | Madrid                      | Pékin             |                   | Dubaï | Rome      | Canada    | Cincinnati | Wuhan     | Wuhan                         |           |           |
| Année | Indian Wells | Miami                      | Madrid                      | Pékin             | Doha              |       | Rome      | Canada    | Cincinnati | Wuhan     | Wuhan                         |           |           |
| Année | Indian Wells | Miami                      | Madrid                      | Pékin             |                   |       | Rome      | Canada    | Cincinnati | Wuhan     | Wuhan                         |           |           |
| 2017  |              |                            | 2e tour (1/32) D. Cibulková |                   |                   |       |           |           |            |           | 1er tour (1/32) Y. Putintseva |           |           |
| 2018  |              | 1er tour (1/64) M. Barthel | 1er tour (1/64) O. Dodin    |                   |                   |       |           |           |            |           |                               |           |           |

Sous le résultat, l’ultime adversaire.

## Parcours aux Jeux olympiques

### En simple dames
| # | Date       | Nom de l'olympiade                  | Surface      | Résultat        | Ultime adversaire | Score          |          |
| - | ---------- | ----------------------------------- | ------------ | --------------- | ----------------- | -------------- | -------- |
| 1 | 28/07/2012 | Olympic Tennis Event London         | Gazon (ext.) | 1er tour (1/32) | Varvara Lepchenko | 7-5, 6-76, 6-2 | Parcours |
| 2 | 06/08/2016 | Olympic Tennis Event Rio de Janeiro | Dur (ext.)   | 1er tour (1/32) | Monica Niculescu  | 6-2, 6-3       | Parcours |
| 3 | 31/07/2021 | Olympic Tennis Event Tokyo          | Dur (ext.)   | 1er tour (1/32) | Wang Qiang        | 6-4, 6-3       | Parcours |

## Parcours en Fed Cup
| #                                                              | Date       | Lieu     | Surface    | Gagnante(s)                     | Perdante(s)                              | Score         |          |
|                                                                |            |          |            |                                 |                                          |               |          |
| 2015 - Barrage (groupe mondial II) - Serbie - Paraguay - 4 : 1 |            |          |            |                                 |                                          |               |          |
| 1                                                              | 18/04/2015 | Novi Sad | Dur (int.) | Aleksandra Krunić               | Verónica Cepede Royg                     | 6-1, 6-3      | Parcours |
| 1                                                              | 18/04/2015 | Novi Sad | Dur (int.) | Verónica Cepede Royg            | Ivana Jorović                            | 3-6, 6-2, 6-1 | Parcours |
| 1                                                              | 18/04/2015 | Novi Sad | Dur (int.) | Aleksandra Krunić Ivana Jorović | Verónica Cepede Royg Montserrat González | 6-1, 6-4      | Parcours |

## Classements WTA en fin de saison
| Année          | 2008 | 2009 | 2010 | 2011 | 2012 | 2013 | 2014 | 2015 | 2016 | 2017 | 2018 | 2019 | 2020 | 2021 |
| Rang en simple | 872  | 669  | 565  | 237  | 183  | 208  | 138  | 153  | 117  | 77   | 146  | 149  | 174  | 208  |
| Rang en double | -    | 907  | 596  | 292  | 234  | 214  | 120  | 205  | 95   | 162  | 743  | 809  | 850  | 828  |

source : (en) Classements de Verónica Cepede Royg sur le site officiel de la Fédération internationale de tennis